# St.-Barbara-Siedlung
Die Gesamtanlage St.-Barbara-Siedlung in der Edisonstraße ist ein Ensemble von Bauwerken in Darmstadt.

## Geschichte und Beschreibung
Die Gesamtanlage St.-Barbara-Siedlung umfasst die bauhistorisch einmaligen Wohnhäuser südlich und westlich der Edisonstraße am Westrand der Villenkolonie in Darmstadt-Eberstadt.
Die westlich der Heidelberger Landstraße gelegene Edisonstraße wurde nach dem amerikanischen Erfinder Thomas Alva Edison benannt.
Die Einzel-, Doppel- und Reihenhäuser wurden im amerikanischen Stil erbaut und gehören stilistisch zur Moderne.
1957 wurden die für Offiziere der US-Armee reservierten Häuser fertiggestellt.
Zeitgleich endete in Darmstadt die Beschlagnahme privaten Wohnraums durch die US-Armee. 
Im Jahre 2008 verließen die letzten Armeeangehörigen die Siedlung.
Danach wurden die Wohnhäuser saniert und dienen seither zivilen Wohnzwecken. 
Die fünf kleinen Sackgassen gehörten ursprünglich zur Edisonstraße.
Nach dem Abzug der Amerikaner wurden diese in Fred-Hill-Weg, Ella-Fitzgerald-Weg, Louis-Armstrong-Weg, Nina-Simone-Weg und James-Brown-Weg umbenannt. 

## Denkmalschutz
Die Gesamtanlage St.-Barbara-Siedlung steht aus architektonischen und stadtgeschichtlichen Gründen unter Denkmalschutz.